# Episodi di Oscuro desiderio (seconda stagione)
La seconda stagione della serie televisiva Oscuro desiderio è stata interamente distribuita per la prima volta sulla piattaforma Netflix il 2 febbraio 2022.
| n° | Titolo                                         |
| -- | ---------------------------------------------- |
| 1  | Eros e Psiche                                  |
| 2  | Non potrai mai scappare da una cosa del genere |
| 3  | Nessuno può sfuggire a se stesso               |
| 4  | L'altro                                        |
| 5  | Camminando sui carboni ardenti                 |
| 6  | Sei sempre stata il mio specchio               |
| 7  | Un cocktail pericoloso                         |
| 8  | Non credere a quello che senti                 |
| 9  | Sei diventata la peggior nemica di te stessa   |
| 10 | Ognuno legge la propria storia                 |
| 11 | Ma chi c***o sei tu veramente?                 |
| 12 | I gemelli                                      |
| 13 | Un perfetto triangolo insopportabile           |
| 14 | Eri sempre tu                                  |
| 15 | Affrontare l'oscurità...                       |